# Ktiszták
A ktiszták (ógörögül: κτίσται, latinul: ctistae) egy réteg volt a müsziaiak társadalmában.
A müsziaiak kerülték az élőlények megevését, ezért olyan élelmiszereken éltek, mint a méz, a tej, a túró és a sajt. Emiatt az „istenfélő” és a kapnobaták azaz „füstjárók” (felhőjárók, felhőkben utazók) néven emlegették őket.
A ktiszták a müsziaiak társadalmának egy olyan rétege voltak, akik nemcsak betartották ezeket az étkezési korlátozásokat, hanem tartózkodtak a nőkkel való együttéléstől, cölibátusban éltek és soha nem házasodtak meg. A trákok szent helyeken tartották őket, életüket az isteneknek szentelték. Sztrabón említi őket Poszeidóniosz nyomán.
„Vannak Poseidónios szerint a thrákok közt olyanok is, akik asszony nélkül élnek; ezeket ktistáknak nevezik, szenteket megillető tiszteletben részesülnek s minden veszedelemtől mentes az életük”
Sztrabón szerint, akár felvették a cölibátust, akár nem, együttesen hippémolgoszoknak (kancafejők), galaktophagoszoknak (tejevők, tejen élők) vagy abioszoknak (nincstelenek, vagyontalanok) hívták őket.
Sztrabón ugyanebben a részben megjegyzi, hogy a görögök összekeverték a müsziaiakat a getákkal (vagy geto-dákokkal).
Joseph Justus Scaliger (†1609) már korán megjegyezte, hogy a Sztrabón által leírt ktiszták azonosak lehetnek a dákok közt élő polistákkal, akiket Josephus Flavius A zsidók története című könyvében említett. Úgy sejtette, hogy az aszkéták egy része csoportokban élt és épületekben lakott, innen ered az a megkülönböztetés, hogy polistaiknak azaz városlakóknak nevezték őket.